# Konzervatoř Duncan centre
Konzervatoř Duncan centre je veřejná taneční konzervatoř se zaměřením na současný tanec. Škola byla založena v roce 1992, nachází se v Praze v Braníku (Branická 41) a současně má budovu i v Karlíně. Šestileté studium připravuje studenty na roli tanečního interpreta, choreografa či tanečního pedagoga. Po zakončení studia získají titul diplomovaný specialista. Konzervatoř je pojmenovaná po americké taneční reformátorce Isadoře Duncan.

## Činnost
Hlavním předmětem je taneční tvorba, v níž se studenti zaměřují na vytváření vlastních choreografií, se kterými následně vystupují dvakrát do roka na klauzurních zkouškách. Zkoušky se skládají v prvním ročníku z Duncan taneční techniky, lidového tance, dramatu a tvorby. Ve druhém ročníku se k těmto předmětům přidává ještě současná taneční technika. Od třetího ročníku se zkoušky skládají z Duncan taneční techniky, moderní taneční techniky, současné taneční techniky, klasické taneční techniky a tvorby.
Mimo tyto předměty se zde vyučuje také bojové umění, improvizace, pilates, jóga, úvod do klasické taneční techniky, bicí, klavír, tanečně rytmické vztahy, zpěv a také teoretické předměty.
Studenti studují dva jazyky - angličtinu a francouzštinu, dále český jazyk a literaturu, dějepis, dějiny tance a divadla, dějiny výtvarného umění, dějiny hudby, anatomie a další teoretické předměty. Od čtvrtého ročníku se vyučuje teorie hlavního oboru, která je součástí maturitní zkoušky. Pátý a šestý ročník je zaměřen na pedagogiku.

## Historie
Konzervatoř Duncan centre vznikla roku 1992, založila ji Eva Blažíčková, která navázala na odkaz americké tanečnice Isadory Duncan a její české pokračovatelky Jarmily Jeřábkové. Škola Isadory Duncan vedená její sestrou Elizabeth působila v Praze už v letech 1931-32. Poté byl duncanovský styl spojen zejména s průkopnicí moderního tance v Československu, Jarmilou Jeřábkovou..

## Výběr absolventů
Mezi absolventy konzervatoře Duncan centre patří například: Dora Sulženko-Hoštová, Michal Záhora, Dagmar Chaloupková,  Marta Trpišovská, Monika Částková, Inga Zotova-Mikshina, Roman Zotov-Mikshin, Veronika Švábová, Petra Hauerová, Zuzana Sýkorová nebo Michal Deus.